# Sint-Bavokerk (Westrozebeke)

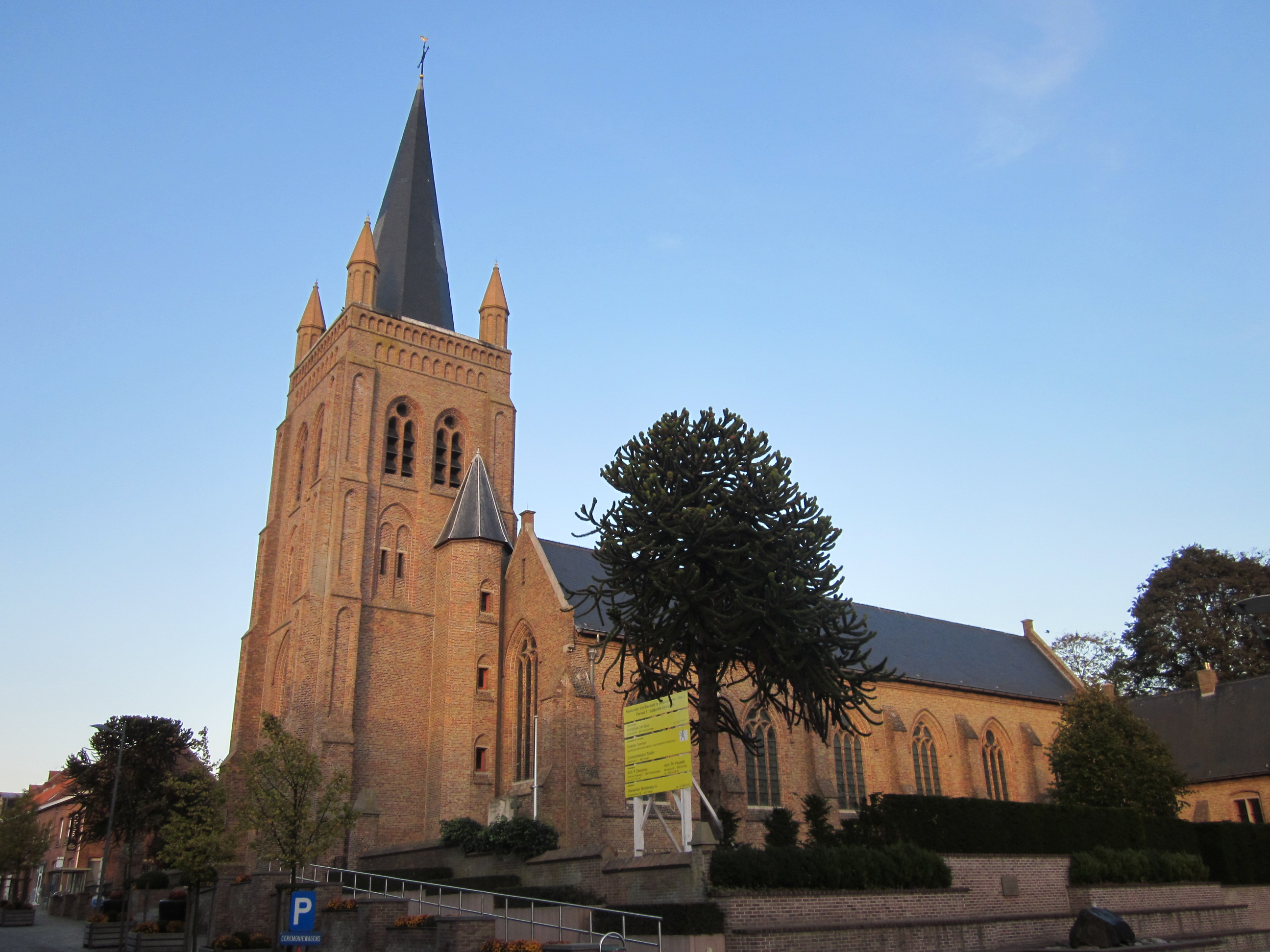
Sint-Bavokerk

De Sint-Bavokerk is de parochiekerk van de tot de West-Vlaamse gemeente Staden behorende plaats Westrozebeke, gelegen aan de Dorpsstraat 47.

## Geschiedenis
Waarschijnlijk stamt het eerste stenen kerkgebouw uit de 12e eeuw. Na de Slag bij Westrozebeke (1382), die voor de Vlamingen desastreus verliep, stimuleerde de bedevaart naar Onze-Lieve-Vrouw van Westrozebeke, een beeldje dat in 1383 van een boskapel naar de kerk zou zijn overgebracht.
In 1566 werd de kerk verwoest tijdens de Beeldenstorm, waarbij ook het beeldje vernietigd werd. In 1584 was de kerk hersteld en in het bezit van een nieuw beeldje.
Omstreeks 1740 werd de kerk afgebroken en vervangen door een classicistische pseudobasiliek. De -mogelijk vroeggotische- vieringtoren fungeerde nu als westtoren.
Tijdens de Eerste Wereldoorlog werd de kerk volledig verwoest, maar het beeldje was in 1915 al overgebracht naar de Sint-Michielskerk te Roeselare. Dit beeldje werd in 1920 teruggebracht en voorlopig geplaatst in een barak die als noodkerk dienst deed. Van 1920-1923 werd een nieuwe kerk gebouwd naar ontwerp van A. Dugardyn.In 1924 werd het beeldje hierin geplaatst.

## Gebouw
De huidige kerk is een bakstenen kerk in de stijl van de late gotiek, met een voorgeplaatste vierkante westtoren met vier hoektorentjes op de trans en geflankeerd door een traptorentje. Het is een driebeukige kerk waarvan de middenbeuk breder is dan de zijbeuken, uitgevoerd in gele baksteen. Het schip wordt overwelfd door houten spitstongewelven.
De kerk bezit het Mariabeeldje van 1584. De glas-in-loodramen zijn van de jaren '20 van de 20e eeuw en beelden Sint-Jozef respectievelijk Onze-Lieve-Vrouw van Rozebeke uit.
Het orgel is van 1936 en werd vervaardigd door Jules Anneessens.